# Discours sacrés
Les Discours sacrés (grec ancien: Ἱεροί λόγοι / Hieroi logoi) sont une œuvre d’Aelius Aristide (IIe siècle), rhéteur emblématique de la seconde sophistique. Si la date traditionnelle de leur composition est fixée à l’hiver 170-171, les recherches actuelles semblent indiquer une rédaction plus tardive, mais toujours dans les années 170 ap. J.-C., au moment où Aristide se retire dans sa résidence du Laneion en Mysie. L’œuvre telle quelle nous est parvenue est constituée de six discours — qui font partie de la série de 55 (ou 53) discours (Orationes) qui nous sont parvenus —dont le dernier est incomplet : seules les premières lignes subsistent. Le titre grec, Hieroi Logoi, fait référence à des légendes étiologiques visant à expliquer un rite du culte ; l’explication la plus commune est un dévoilement du rite sous la forme d’une révélation divine. A.-J. Festugière propose comme traduction « compte rendu de l’apparition d’un dieu ou d’une déesse qui donne une révélation. »  Les Discours sacrés se distinguent néanmoins de ce type de récit et du reste des discours écrits par Aristide par leur originalité. Ils ont en effet été décrits, à juste titre, comme une « autobiographie onirique » par Georg Misch.  Le rhéteur y fait le récit de sa longue période de convalescence (entre le début des années 140 jusque dans les années 170), de ses fréquentes visites à l’Asklepieion de Pergame et de ses pèlerinages à travers l’Asie Mineure occidentale. Il décrit les traitements reçus en rêve, les apparitions et les guérisons extraordinaires et miraculeuses dont il bénéficie. Bien qu’apparemment inefficaces, l'obéissance servile aux ordres de la divinité lui fait cependant du bien, l'imagination jouant un grand rôle dans le traitement de cette maladie chronique.

## Fonction et destination de l’œuvre

### Un témoignage personnel
On y retrouve des éléments caractéristiques des récits autobiographiques et tout d’abord, l’identité entre l’auteur de l’œuvre, le narrateur et le personnage mis en scène. Les éléments présents dans les discours sont en effet des éléments biographiques : Aristide prend volontiers la parole pour décrire les différents maux qui l’assaillent, ses émotions et son point de vue face à ce qui lui arrive durant sa convalescence. En outre, un processus de réminiscence conduit l’auteur à essayer de retrouver et de réinterpréter rétrospectivement les principaux moments de sa vie. Aristide s’aide ainsi de sa mémoire pour ce souvenir des rêves et des événements qui l’ont marqué. Son récit n’est pas structuré chronologiquement mais s’apparente bien plus à une anamnèse de souvenirs oubliés ou enfouis qui lui fait raconter les événements dans l’ordre où il s’en souvient et selon leur signification entre eux. L’œuvre comporte ainsi de multiples allers et retour dans le temps, des digressions et n’est donc pas conçue selon un plan chronologique. Aristide mentionne à plusieurs occasions l’existence d’un journal de ses songes qui comportait d’après ses dires « au moins trois cent mille lignes ». E. R. Dodds les qualifie ainsi « d’archives, nuit après nuit, de ses rêves » et « d’archives de ses relations avec le dieu guérisseur Asclépios » qui comprenaient, aux dires d’Aristide, « des guérisons de toute espèce, des dialogues, des discours suivis, une grande variété de visions, toute sorte de prédictions et d’oracles sur des affaires de tout genre, les uns en prose, les autres donnés en vers ».  Ces documents auraient a priori pu lui servir de base de travail à la rédaction des Discours sacrés. De fait, le rhéteur semble avoir directement inséré au tout début de son récit (I, 5-60) le journal des songes correspondant au mois de janvier et février 166. Il semble néanmoins plus vraisemblable que ce ne soit pas le cas et qu’Aristide le mentionne comme référence virtuelle, par souci d’exactitude. De fait, l’orateur grec avoue à plusieurs reprises que sa mémoire lui fait défaut et que ses notes ne peuvent pas l’aider puisqu’il les a perdu. Il n’a donc vraisemblablement pu compter, pour la rédaction de la plus grande partie des Discours sacrés, que sur sa propre mémoire.

### Écrire pour les autres et pour la postérité
Toutefois, on s’accorde surtout à lier la démarche de l’auteur avec celle des arétalogies de l’époque hellénistique et impériale. En effet, même si l’œuvre comporte des éléments auto-biographiques, elle ne paraît pas avoir été conçue comme un récit de vie retraçant les grandes lignes de l’existence d’Aristide depuis sa naissance. C. Behr y voyait ainsi autant un témoignage de l’efficacité de l’aide fournie par Asclépios à Aristide par le passé qu’une « prière silencieuse » (silent prayer) pour le futur. 
Ces textes intègrent la notion d’aretê qui signifie littéralement « mérite » ou « qualité par quoi l’on excelle ».  En contexte religieux, pour évoquer une divinité, le terme évoque plus spécifiquement le concept d’action divine au sens large, qui peut éventuellement passé par une intervention miraculeuse et prodigieuse. Il véhicule en particulier l’idée de puissance et de compétence technique de la divinité. Il faudrait en outre distinguer deux types d’œuvres arétalogiques : celles destinées à célébrer toutes les vertus merveilleuses et bienfaisantes d’une divinité (arétai) ; celles destinées à louer plus spécifiquement tel ou tel miracle attribué à celle-ci.  De fait, le terme aretê prendrait à partir du IVe siècle av. J.-C., dans des textes à valeur religieuse, le sens plus précis de « miracle ». En-dehors de la mention de telles ou telles actions divines, l’œuvre arétalogique doit également mentionnée les conditions dans lesquelles s’est effectuée cette intervention.
Aristide présente lui-même les raisons de la composition de ses Discours sacrés dans les deux prologues de l’ouvrage. Il s’agit de faire le récit des faveurs, miracles et exploits du dieu dont il a été le témoin et le principal bénéficiaire. Il lui faut, de plus, tâcher de faire le tri parmi ses souvenirs, « dire le principal » parmi cette expérience,.  Ainsi, Aristide ne mentionne brièvement que les rêves et les signes dont il se souviens ou qui lui paraissent les plus importants rétrospectivement. On peut noter, comme le fait M.-H. Quet, l’écart qui a dû exister entre le journal détaillé de ses rêves et la composition finale des Discours sacrés : il lui importe surtout de mettre en valeur le caractère prémonitoire des songes et des signes donnés par le dieu qui lui apparaissent comme autant d’oracles et de prédiction, ainsi que la puissance, la clairvoyance et la sollicitude du dieu à son égard. Ainsi, l’entreprise conçue par Aristide s’apparente davantage à une action de grâce aux accents arétalogiques. Seuls les éléments de sa vie qu’il juge liés d’une façon ou d’une autre à la manifestation de l’aretê d’Asclépios y sont inclus.
Les Discours sacrés sont dès l’origine destinés à la publication. Aristide évoque ainsi les pressions de ses songes et de ses amis qui le poussent à « parler et écrire à ce sujet ». On pourrait croire que les Discours sacrés étaient destinés à être déclamés en public comme les autres discours prononcés par Aristide, mais cela ne semble pas avoir été le cas.  De fait, on a noté le style simple, rapide, parfois même incorrect de ces Discours sacrés qui tranche avec la prose ornée et bien travaillée du reste de son œuvre. Peut-être s’adressaient-ils à ses nombreux proches, amis, compagnons de cure, prêtres et médecins évoqués si fréquemment au détour des pages et qui semblent intéressés par son expérience. Ce n’est néanmoins pas directement à eux qu’il adresse ces discours. Au demeurant, Aristide pourrait dédier son texte à un public large et indifférencié de curieux dont il perçoit, ou croit percevoir, à de nombreuses reprises le désir de connaître la nature de ses thérapies, visions, guérisons miraculeuses et prodiges. L’épisode du bain froid à Smyrne auquel assiste une foule de curieux rassemblé pour voir les effets de la cure en témoigne.  Peut-être aussi s’adresse-t-il aussi aux gens qui, comme lui, ont pu faire l’expérience des bienfaits d’Asclépios et sont allés jusqu’à ressentir sa présence dans leurs rêves, ce « nombre des initiés » qui sont capables de comprendre et de reconnaître ce type d’expérience mystique. En résumé, son texte pourrait être destiné à ces générations présentes et futures qu’intéressent les prodiges d’Asclépios ou qui sont destinés à le consulter, de même que n’importe quelle dédicace à l’entrée d’un sanctuaire.

## Expérience religieuse et médicale
Mais, s’il y a une dimension originale dans l’œuvre, c’est surtout l’irruption de l’intervention divine au sein de la vie intime et professionnelle qu’elle dépeint.  Celle-ci se fait sentir en continu, au quotidien, et sur l’ensemble de la vie et des réalisations d’Aristide. Cela est très différent de la démarche que l’on entrevoit derrière les dépôts d’ex-voto et de dédicaces en l’honneur d’Asclépios ou bien avec les autres textes de nature arétalogiques. Ce qui était surtout évoqué dans ces documents, c’était la façon dont le dieu était intervenu ponctuellement dans la vie du fidèle, à l’occasion d’une atteinte somatique, d’un trouble pathologique. Mais ici, non content d’évoquer ses songes, les prescriptions d’Asclépios et l’efficacité miraculeuse de celles-ci, Aristide expose sans pudeur son ressenti et ses émotions face à un contact quotidien avec l’indicible,  qu’il a par ailleurs des hésitations à décrire.  D’où le fait que « ces livres forment donc la première et unique autobiographie religieuse, que le monde païen nous ait laissée ».
Le rhéteur de Mysie constituerait ainsi un de ses « amis de Dieu » qui apparaissent à la faveur des bouleversements sociaux de la fin du IIe et du IIIe s. ap. J.-C. Pour P. Brown, ce comportement consistant à passer presque une vie entière en-dehors du monde à se consacrer aux rêves trouverait son équivalent dans celui de plusieurs saints hommes chrétiens comme Polycarpe de Smyrne ou Cyprien de Carthage. En contexte chrétien, il s’agit de personnages faisant partie de ce « groupe mis à l’écart, mais bien au-dessus des autres hommes, à raison d’une intimité particulière avec le divin ». On voit donc à quel point il est difficile de qualifier un tel tempérament comme « naïf », conduisant à « l’embellissement des choses » au « climat de merveilleux où il vit » ou de découvrir, dans la proximité d’Aristide avec Asclépios, une preuve de son « narcissisme ». En ce qui concerne la pratique médicale d’Aristide, il semble, là encore, difficile de projeter nos jugements contemporains sur un tel personnage. Le rhéteur pourrait ainsi très bien passer pour un hypocondriaques’abîmant dans une complète irrationalité médicale. La recherche a pourtant montré à quel point, bien que fragilisé par des traitements inefficaces, Aristide a continué de faire appel à des médecins tout au long de sa convalescence. En outre, ses croyances dans le caractère prémonitoire et dans l’utilisation des rêves à des fins médicales était largement partagée à son époque, y compris par les médecins.

### Éditions

#### Édition du texte original
Aelius Aristide, Aelii Aristidis Smyrnaei quae supersunt omnia, éd. Bruno Keil, Berlin, Weidmann, 1898, vol. 2, 472 p. URL : http://archive.org/details/quaesupersuntomn02arisuoft

#### Traductions
Aelius Aristide, The Complete Works, trad. anglaise par Charles A. Behr, Leiden, Brill, 1981, 502 p. 
Aelius Aristide, Discours sacrés : rêve, religion, médecine au IIe siècle après J.-C., trad. française et introduction par André-Jean Festugière,notes par Henri Dominique Saffrey, préface de Jacques Le Goff, Paris, Macula, coll. « Propylées », 1986, 188 p.

### Documents utilisés pour la notice
: document utilisé comme source pour la rédaction de cet article.
- Charles A. Behr, Aelius Aristides and the Sacred Tales, Amsterdam, Adolf M. Hakkert, 1968, 307 p.
- Peter Brown, Genèse de l’Antiquité tardive, trad. française par Aline Rousselle, Paris, Gallimard, 1983, 195 p.
- Eric R. Dodds, Païens et chrétiens dans un âge d’angoisse : aspects de l’expérience religieuse de Marc-Aurèle à Constantin, trad. française par Henri-Dominique Saffrey, Paris, Les Belles Lettres, 2010, 171 p.
- Ido Israelowich, Society, Medicine and Religion in the Sacred Tales of Aelius Aristide, Leiden/Boston, Brill, 2012, 206 p.
- Gabriel Michenaud et Jean Dierkens, Les rêves dans les Discours sacrés d’Aelius Aristide, IIe siècle après J-C. Essai d’analyse psychologique., Mons, Éditions universitaires de Mons, 1972.
- Marie-Henriette Quet, « Parler de soi pour louer son Dieu : le cas d’Aelius Aristide », dans Marie-Françoise Baslez, Philippe Hoffmann Laurent Pernot (dir.), L'invention de l'autobiographie d'Hésiode à Saint Augustin, Paris, Éd. Rue d'Ulm, 2018, 390 p. (ISBN 978-2-728-80968-4, lire en ligne), p. 245-294
- Charles G. Weiss, Literary Turns : The representation of Conversion in Aelius Aristide’ Hieroi Logoi and Apuleius’ Metamorphoses, Yale, UMI Dissertation Services, 1998, 346 p.

### Suggestions bibliographiques
André-Jean Festugière, Personal religion among the Greeks, Berkeley/Los Angeles, University of California Press, 1954, 186 p.
André-Jean Festugière, « Sur les “Discours Sacrés” d’Aelius Aristide », Revue des Études Grecques, 82, n° 389-390, 1969, p. 117-153. URL : https://www.persee.fr/doc/reg_0035-2039_1969_num_82_389_1036
Martin Korenjack, « “Unbelievable Confusion”: Weshalb sind die “Hieroi Logoi” des Aelius Aristides so wirr ? », Hermes,  133-2, 2005, p. 215‑234.
Laurent Pernot, « Les “Discours Sacrés” d’Aelius Aristide entre médecine, religion et rhétorique », Atti della Accademia Pontaniana, 51, 2002, p. 369-383.